# F-15 Eagle

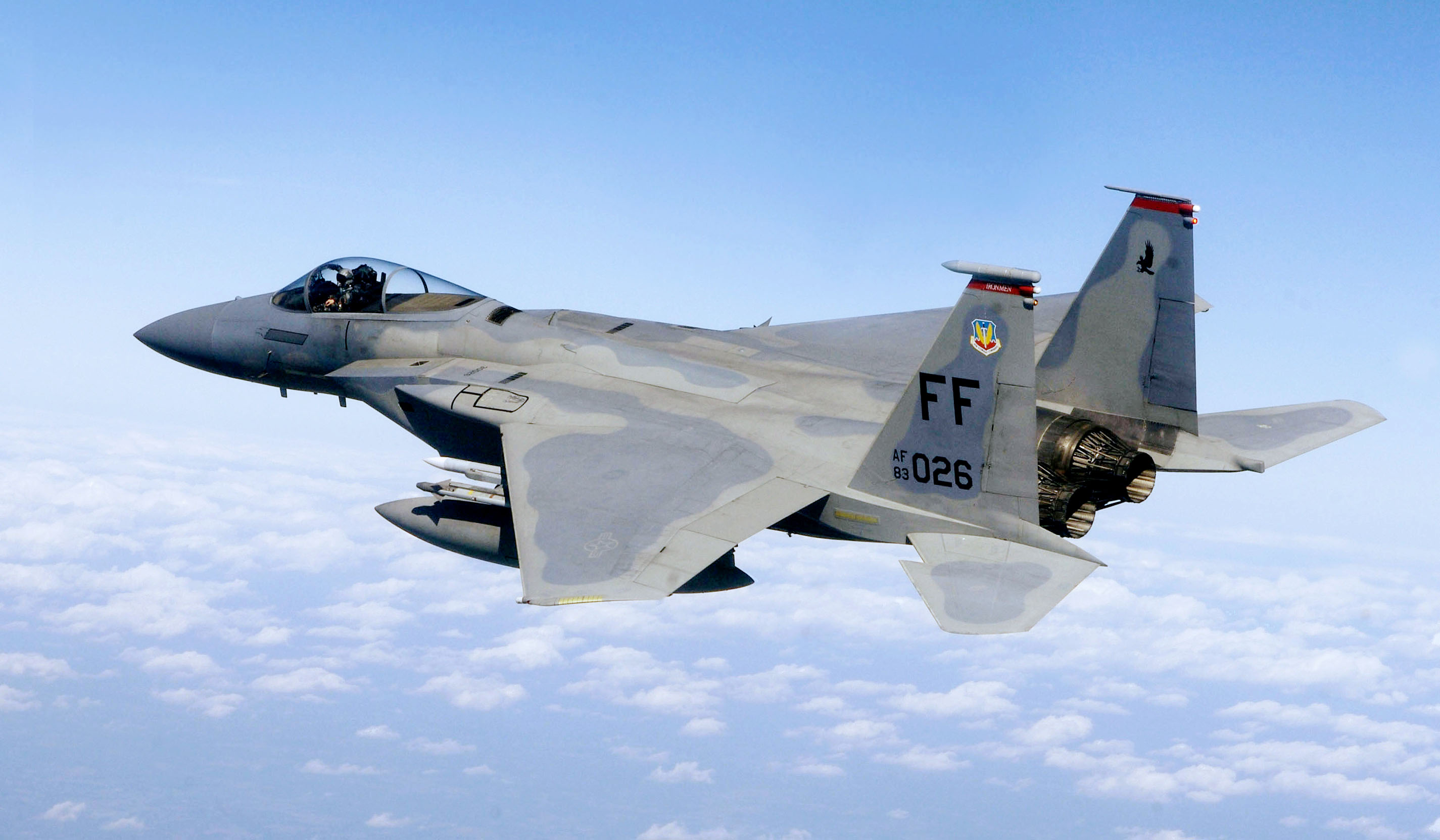
F-15 в небі округу Колумбія

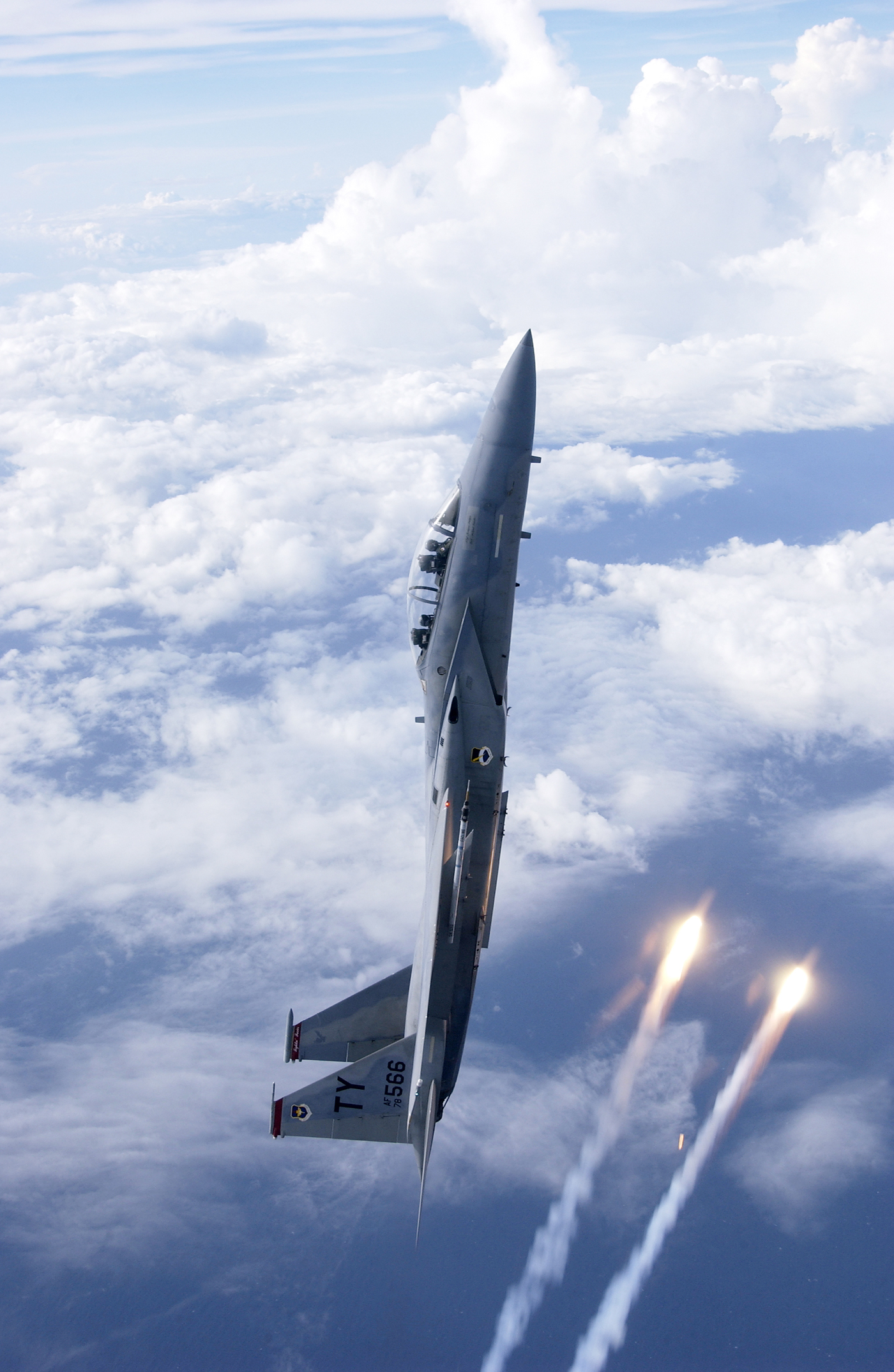
F-15D з військової авіабази Tyndall (Флорида) відстрілюють теплові пастки.

F-15 Eagle (укр. «Іґл») — американський всепогодний тактичний винищувач четвертого покоління. Призначений для завоювання переваги в повітрі. Взятий на озброєння в 1976 році.
Винищувачі F-15 застосовувалися на Близькому Сході, в Перській затоці, Югославії та Лівії.
F-15 Eagle став основою для літаків F-15E Strike Eagle та F-15EX Eagle II.

## Історія
Дослідження зі створення винищувача F-15 почалися в США в листопаді 1965 року коли ПС США сформулювали вимоги до тактичного винищувача нового покоління для заміни F-4, F-101, F-102 і F-106. Вимоги формувались на досвіді війни у В'єтнамі і зустрічей з МіГ-21. У вересні 1968 року командування американських ПС направило пропозиції фірмам про висунення конкурсних проектів. В конкурсі взяли участь «Fairchild Aircraft», «North American Aviation» і «McDonnell Douglas». Перед американськими фахівцями було поставлено завдання розробки нового винищувача, призначеного для завоювання переваги в повітрі і здатного завдавати ударів по наземних цілях. Також було вибрано базові компоненти майбутнього винищувача: ТРДДФ Pratt & Whitney F100-PW-100, РЛС Hughes і гармата M61A1 Vulcan. У 1969 році розробником F-15 стала фірма «Макдоннелл Дуглас».
Експериментальний зразок F-15A був випущений у червні 1972 року. 27 липня 1972 року почались випробування та перший політ F-15A, а двомісного F-15B в липні 1973 року. В другій половині 1973 року почався випуск передсерійних машин, а перший політ серійного літака цього типу відбувся у вересні 1974 року. Прийнятий на озброєння в січні 1976 року. Загалом виготовили 382 F-15A і 63 F-15В (це двомісний варіант для навчання).

## Характеристики
Винищувач F-15 має мале навантаження на крило, силову установку із двох двигунів і двокильове хвостове оперення. Крило літака F-15 стрілоподібне, закрилки прості двохпозиційні, проте для виконання маневру по крену використовуються елерони спільно зі стабілізатором, при цьому на надзвукових швидкостях елерони відключаються. Управління елеронами здійснюється за допомогою звичайних приводів і механічної тяги, а кермом повороту і стабілізатором — ще і електричними приводами від системи підвищення стійкості. Конструкція повітрозабірників забезпечує ефективну роботу силової установки на різних режимах, зокрема на великих кутах атаки. Кожний з них має три стулки з регулюванням їхнього кутового положення і регульоване вікно перезапуску повітря.
З середини 1980 року почався випуск винищувачів F-15C (бойові) і D (навчально-бойові). На відміну від попередніх модифікацій, ці літаки мають збільшений (на 900 кг) запас палива у внутрішніх баках і можливість оснащення двома конформними баками «Фаст пек» із загальним запасом палива 4500 кг (це збільшило бойвий радіус до 2100 км), в яких може також розміщуватися додаткова радіоелектронна апаратура.
До складу силової установки входять два турбореактивні двоконтурні двигуни F 100-PW-220 максимальною тягою по 10770 кгс. Озброєння — 20-мм шестиствольна гармата «Вулкан» (боєкомплект 940 снарядів), керовані ракети (КР) AIM-9 «Сайдвіндер», AIM-7 «Спарроу» і AIM‑120 AMRAAM. Максимальна маса бойового навантаження 7300 кг.
Наступна модифікація літаків цього типу, що отримала найменування F-15E «Страйк Іґл», була розроблена американськими фахівцями на базі навчально-бойового F-15D. На відміну від попередніх модифікацій, такий літак в основному призначений для завдання ударів по наземних цілях, для чого до складу його озброєння включені керовані ракети класу «повітря — поверхня», касетні, керовані і некеровані авіаційні бомби. Цей літак може використовуватися як носій ядерної зброї.

## Конструкція
У конструкції планера літака використовуються титанові сплави (26,7 %), алюмінієві сплави (37 %), високоміцні сталі (5 %), композиційні матеріали (не менше 5—7 %). Розрахункове перевантаження становить 9 одиниць з 50 % запасом палива, при цьому напруги в крилі сягають 85 % від розрахункових значень. Вибір матеріалів та конструктивної схеми елементів здійснювався з урахуванням в'язкості руйнування матеріалів і схильності до поширення тріщин. Хвостова частина фюзеляжу виконана з титанового сплаву Ti — 6Al — 4V. Задні кромки крила, елерони і закрилки виконані зі стільниковим заповнювачем з алюмінієвого сплаву.
Центроплан — трибалочної схеми, кожна балка складається з верхньої та нижньої штампованих секцій, виготовлених з титанового сплаву. Нижня панель центроплана також титанова. Силова схема кесона крила F-15А включає передній алюмінієвий, три основні титанові і один задній лонжерони. Влучання осколково-фугасного снаряда калібру 20 мм в один з трьох силових лонжеронів не призводить до втрати літака. Оперення — дволонжеронної схеми, лонжерони титанові, передні і задні кромки оперення заповнені стільниками. Обшивка оперення виконана з бороепоксидного пластику.
Паливо на F-15 розміщене в шести паливних баках: чотирьох фюзеляжних і двох крилових. Фюзеляжні баки м'які, а розташовані в крилах, паливо з яких використовується в першу чергу, — кесонні. Літак має автономні системи живлення двигунів з власними витратними баками та системою кільцювання. Велика частина паливопроводів розташована в баках. Витратні баки захищені протектором від куль калібру до 12,7 мм. Для забезпечення вибухобезпеки, всі паливні баки заповнені пінополіуретановим поропластом.

## Тактико-технічні характеристики (F-15C Eagle)
Дані взяті з USAF fact sheet, Jane's All the World's Aircraft, Combat Legend, F-15 Eagle and Strike Eagle, Florida International University, USAF F-15A/B/C/D Flight Manual (TO 1F-15A-1) Change 5

### Технічні характеристики
- Екіпаж: 1 особа
- Довжина: 19,44 м
- Розмах крила: 13 м
- Висота: 5,63 м
- Площа крила: 56,6 м²
- Кут стрілоподібності по передній кромці крила: 45°
- Профіль крила: NACA 64A006.6 корінь крила, NACA 64A203 законцювання крила[9]
- Маса порожнього: 12 700 кг
- Маса спорядженого: 20 240 кг (з 4 КР AIM-7 Sparrow)
- Максимальна злітна маса: 30 845 кг (з 3 ППБ і двома конформними баками)
- Маса палива в підвісних баках: 5 395 (2x2309) кг
- Маса палива в конформних баках: 4 422 кг
- Маса палива у внутрішніх баках: 6 100 кг[10]
- Двигуни: 2 × ТРДДФ Pratt & Whitney F100-PW-100/220/229.
  - Тяга максимальна: 2 × 6655 кгс (65,2 кН)
  - Форсажна тяга: 2 × 10810 кгс (106,0 кН) — F100-PW-100

- - Тяга максимальна: 2 × 7910 кгс (77,62 кН)
  - Форсажна тяга:
  - 2 × 11335 кгс (111,2 кН) — F100-PW-220
  - 2 × 13250 кгс (130 кН) — F100-PW-229

### Льотні характеристики
- Максимальна швидкість на великій висоті: 2650 км/год (2,5+ Маха)
- Максимальна швидкість на малій висоті: 1480 км/год (1,2 Маха)
- Швидкість заходу на посадку: 232 км/год
- Практична дальність: 1967 км (без ППБ, зі стандартним озброєнням)
- Перегоночна дальність: 5750 км (з трьома ППБ і конформними баками)
- Практична стеля: 20 000 м
- Швидкопідйомність: 254 м/с
- Довжина розбігу: 274 м
- Довжина пробігу: 1067 м (без гальмівного парашута)
- Навантаження на крило: 358 кг/м²
- Тягооснащеність: 1,12 (для F100-220)
- Аеродинамічна якість: 10 (для F-15A при 0,9 М)[11]
- Максимальне експлуатаційне перевантаження: +9.0/-3.0

### Озброєння
- Стрілецько-гарматне: 1×20 мм шестиствольна гармата M61A1 Vulcan, 940 сн.
- Точки підвісу: 9
- Бойове навантаження: 7 300 кг
- Керовані ракети:
  - ракети «повітря-повітря»: 
    - 4 × AIM-7 Sparrow
    - 4 × AIM-9 Sidewinder
    - 8 × AIM-120 AMRAAM
- Інше:
  -     - до 3 × 600 галонів США (2300 л) зовнішніх ППБ для перегінного польоту або збільшеного дальності/часу патрулювання.
    - MXU-648 Cargo/Travel Pod — для перевезення особистих речей і невеликого обладнання для обслуговування
    - ADM-160 MALD - сімейство ракет-приманок, які можуть бути оснащені засобами РЕБ[12][13]

### Авіоніка
- РЛС: РЛС з активною ФАР AN/APG-63 (V) 2/3/4[14]

## Модифікації

### Основні

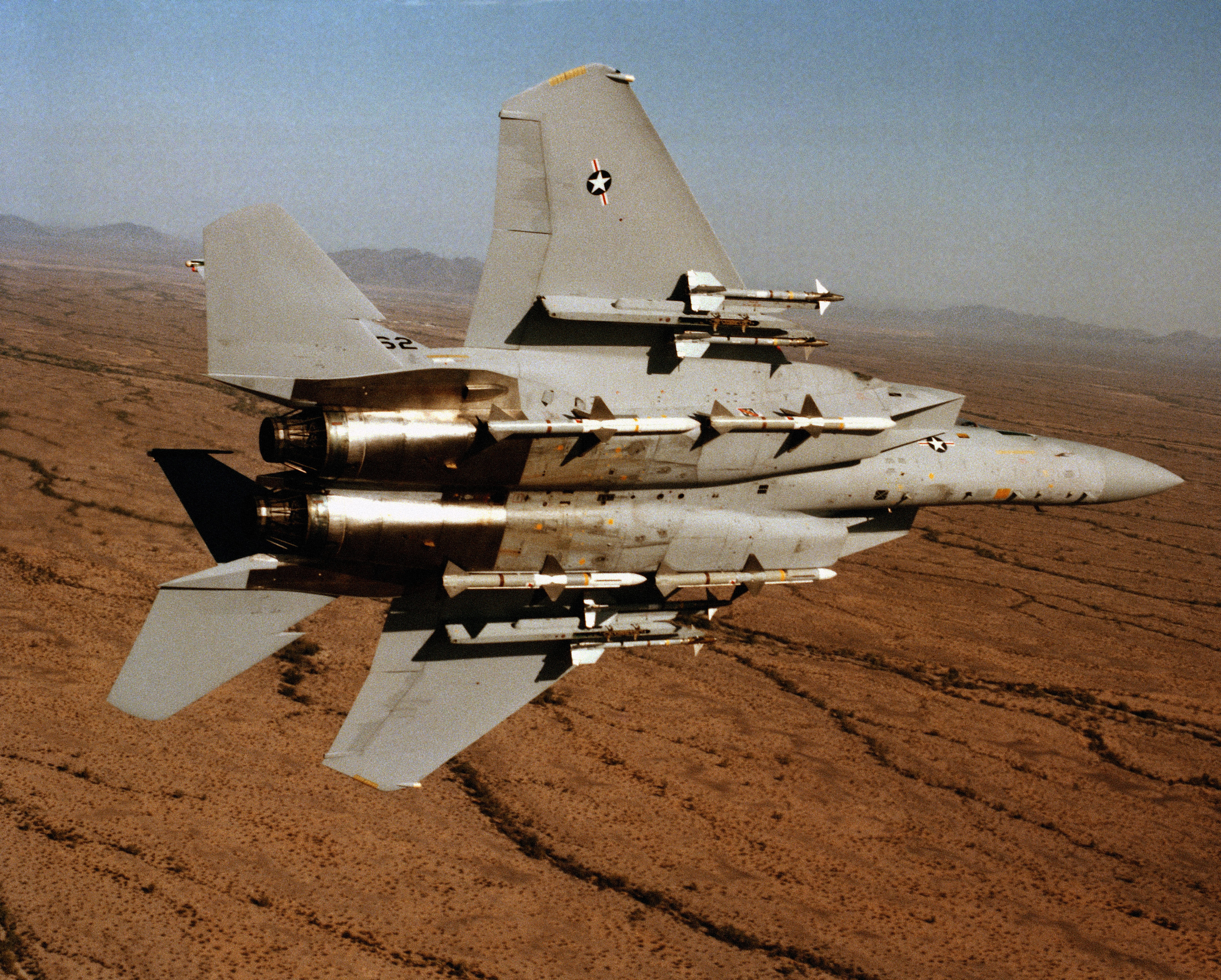
F-15 зі стандартним ракетним озброєнням — по 4 AIM-7 і AIM-9

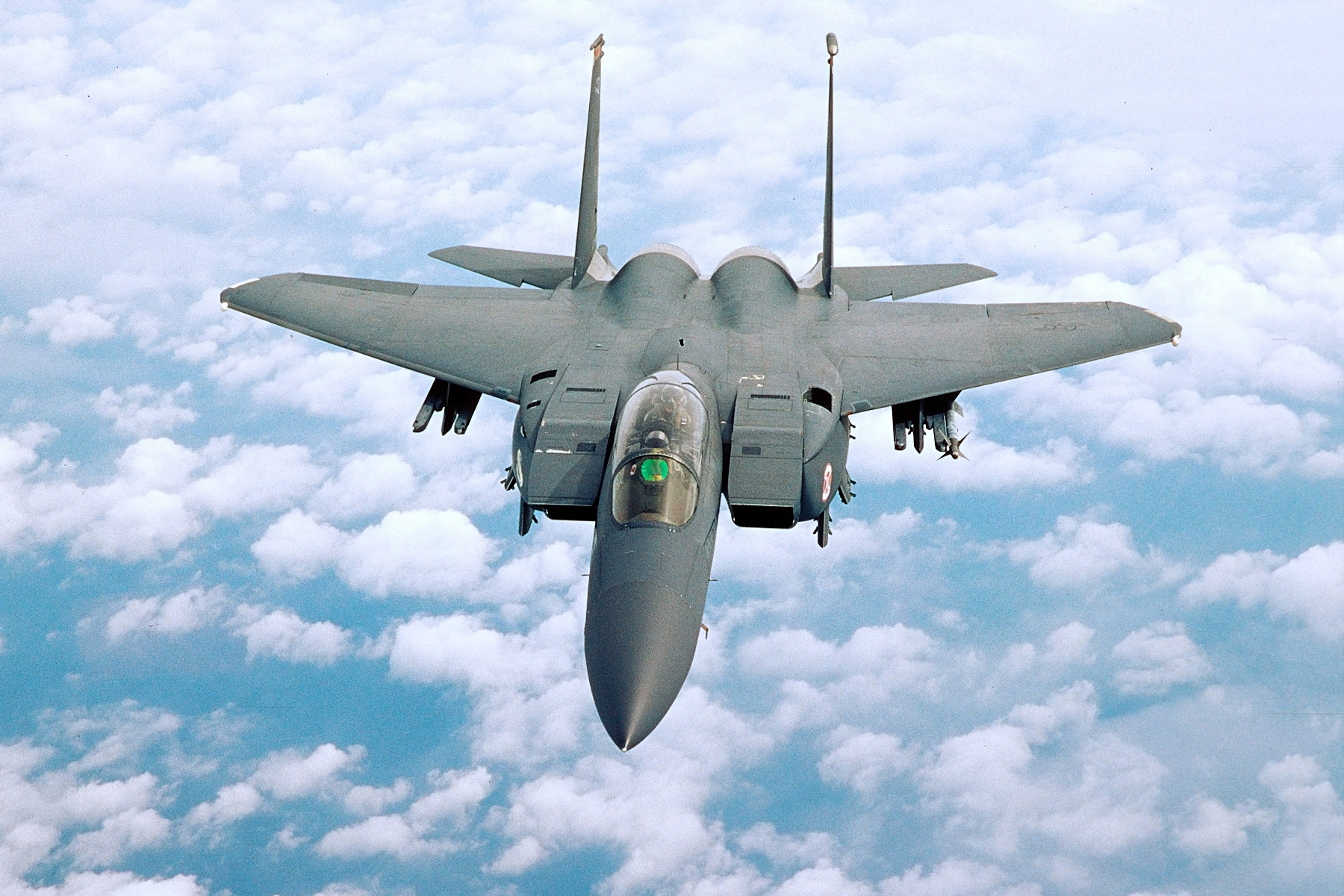
F-15 Strike Eagle

F-15AОдномісний всепогодний винищувач завоювання переваги в повітрі, побудовано 365 зразків для ПС США і 19 винищувачів для ПС Ізраїлю у 1972–1979 роках.
F-15BДвомісний навчально-тренувальний варіант, до 1977 року позначався як TF-15A, побудовано 59 зразків для ПС США і 2 літаки для ПС Ізраїлю у 1972–1979 роках.
F-15CОдномісний всепогодний винищувач завоювання переваги в повітрі, вироблявся з 1979 року по 3 листопада 1989 року на заводі в Сент-Луїсі; мав посилену конструкцію планера збільшену ємність паливних баків, а також можливість кріплення накладних баків до (під) кореня консолі крила і повітрозабірника. Маса літака зросла на 363 кг. Останні 43 F-15C були модернізовані радаром AN/APG-70, а пізніше – радаром AN/APG-63(V)1. ПС США було поставлено 408, ПС Саудівської Аравії — 55 і ПС Ізраїлю — 24 літаки. 2 літаки було побудовано у варіанті F-15J для ПС Японії.
F-15DДвомісний навчально-тренувальний варіант, побудовано 62 зразки для ПС США, 19 для ПС Саудівської Аравії і 2 літаки для ПС Ізраїлю. 12 літаків було побудовано у варіанті  F-15DJ для ПС Японії. Виготовлятися з 1979 по 1985 рік.
F-15JОдномісний всепогодний варіант винищувача для ПС Японії, випускався з 1982 року компанією Mitsubishi за ліцензією. Конструктивно аналогічний винищувачу F-15C, але має спрощене обладнання РЕБ. Перший політ в Японії F-15J здійснив 26 серпня 1981 року. Всього виготовлено разом із двомісною модифікацією 223 літаки. Вартість одного F-15J становила $ 55,2 мільйони в 1990 році. Японські літаки комплектуються бортовим обладнанням японського виробництва (станція активних завад J/ALQ-8, станція попередження радіолокації J/APR-4)
F-15DJДвомісний навчально-тренувальний варіант для ПС Японії, випускався компанією Mitsubishi за ліцензією.
F-15MJ
Програма модернізації винищувачів F-15J за програмою Japan Super Interceptor. Літаки мають отримати нову РЛС AESA AN/APG-82(v)1 від Raytheon, бортові комп’ютери Boeing Advanced Display Core Processor II (ADCP II), бортові комплекси самооборони BAE Systems AN/ALQ-239 Digital Electronic Warfare System (DEWS), системи польотного планування Joint Mission Planning System (JMPS), стійкі до перешкод GPS-приймачі Selective Availability Anti-spoofing Module (SAASM) та радіостанції Rockwell Collins AN/ARC-210.
F-15N Sea Eagle
Модифікація F-15N була запропонована ВМС США на початку 1970-х як альтернатива палубного винищувача-перехоплювача F-14 Tomcat. Варіант F-15N-PHX був озброєний ракетами «повітря-повітря» AIM-54 «Фенікс». Палубний варіант мав складні консолі крила, посилене шасі і посадковий гак.
F-15 AESAМодифікація з радаром APG-79 з ФАР.
F-15SE Silent EagleБагатоцільовий винищувач покоління 4+, створений із застосуванням деяких технологій 5-го покоління, включаючи технологію зниження помітності.

### F-15E

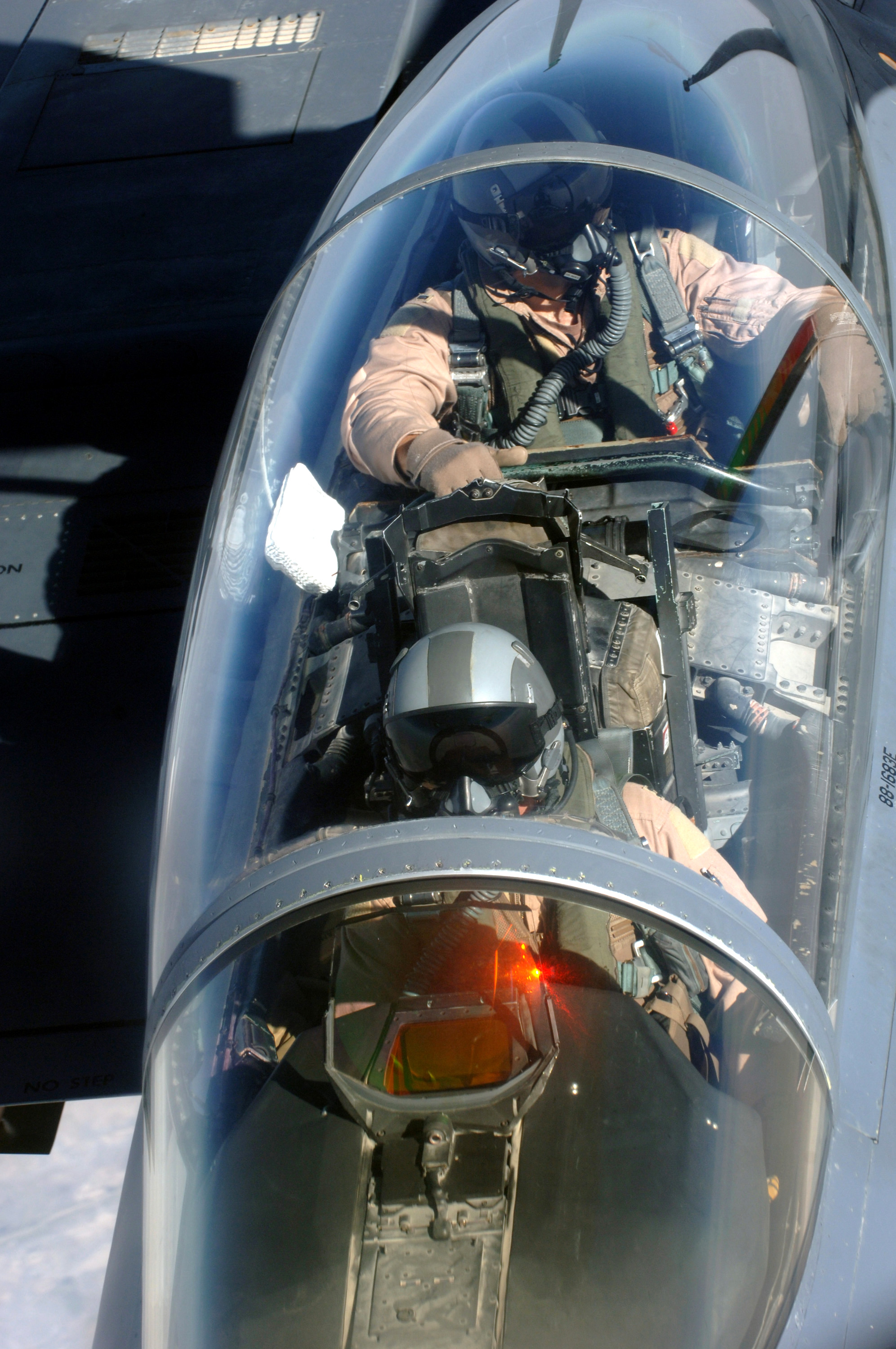
Кабіна F-15E під час дозаправки.

F-15E Strike EagleДвомісний всепогодний багатоцільовий винищувач (винищувач-бомбардувальник), оснащений конформними паливними баками. Був розроблений у варіантах F-15I, F-15S, F-15K, F-15SG і є основою сімейства F-15 Advanced Eagle. З 1985 року було виготовлено понад 400 літаків F-15E та їх модифікацій.
F-15F Strike EagleПроект одномісного винищувача-бомбардувальника на базі F-15E.
F-15H Strike EagleЕкспортна модифікація F-15E Strike Eagle для ПС Греції.
F-15I Ra'am (Грім)Модифікація F-15E Strike Eagle для ПС Ізраїлю.
F-15K Slam EagleМодифікація F-15E Strike Eagle для ПС Кореї.
F-15S Strike EagleЕкспортна модифікація F-15E Strike Eagle для ПС Саудівської Аравії.
F-15SG Strike EagleМодифікація F-15E Strike Eagle для ПС Сінгапура, раніше позначена як F-15T.

### Експериментальні літаки

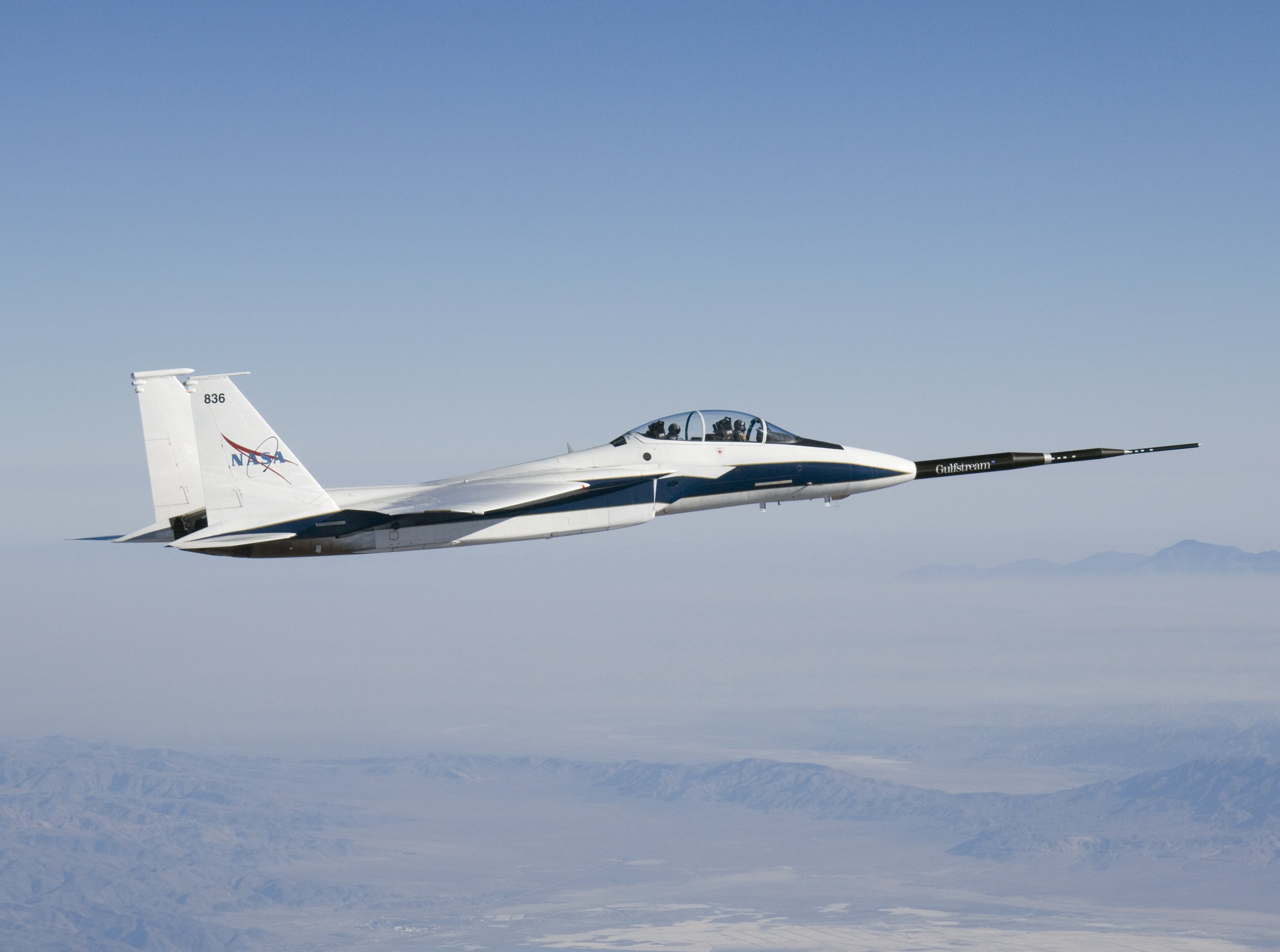
Літак НАСА F-15B Research Testbed, номер # 836 (74-0141), з обладнанням Quiet Spike для дослідження звукового бар'єра.

F-15 Streak Eagle (72-0119)Полегшений і незабарвлений варіант F-15A, що встановив вісім світових рекордів швидкопідйомності між 16 січня і 1 лютого 1975 року; був переданий Національному музею ПС США в грудні 1980 року.
F-15S/MTD (71-0290)Один TF-15A був переобладнаний в експериментальний літак КВВП, на якому надалі проводили дослідження систем управління. Літак оснащувався двигунами зі змінним вектором тяги і переднім горизонтальним оперенням.
F-15 MANXПроект позначення експериментального літака F-15 без хвостового оперення, програма створення якого була закрита.
F-15 Flight Research Facility (71-0281 і 71-0287)Два F-15A були передані дослідному центру НАСА в 1976 році. Літаки використовувалися в безлічі дослідних програм, наприклад, Highly Integrated Digital Electronic Control (HiDEC), Adaptive Engine Control System (ADECS), Self-Repairing and Self-Diagnostic Flight Control System (SRFCS) і Propulsion Controlled Aircraft System (PCA). Літак з серійним номером 71-0281 був повернений ПС і в 1983 був встановлений як пам'ятник на АБ Ленглі.
F-15/ASATЛітак переобладнаний як носій протисупутникової ракети ASAT, перший пуск якої був проведений 21 січня 1984 року. Наприкінці 1980-х програма була закрита.
F-15B Research Testbed (74-0141)Одержаний в 1993 році Дослідницьким центром НАСА для проведення експериментів.

## Використання

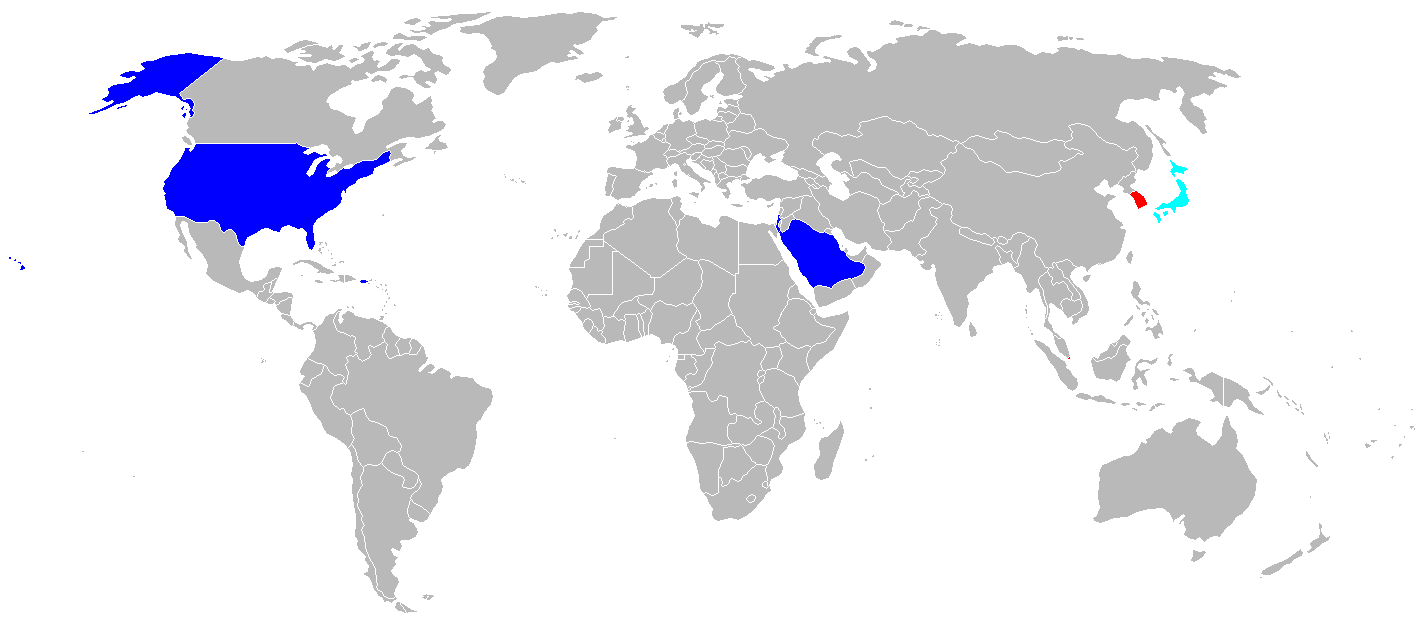
Країни-оператори F-15 Eagle
Країни, які продовжують експлуатацію F-15 та F-15E
Країни, які продовжують експлуатацію F-15 Eagle
Країни, які продовжують експлуатацію F-15E

Модифікації літака F-15 постачалися до Ізраїлю, Саудівській Аравії та Японії. Для Ізраїлю було створено спеціальну версію цього літака — F-15I, а для Саудівської Аравії — F-15S Обидва ці літаки було створено на основі F-15E. Також двомісний навчально-тренувальний F-15DJ для Сил Повітряних сил Японії випускався компанією Mitsubishi за ліцензією.

### Оператори
- США
  - ПС США має на озброєнні 254 F-15C/D (із них 32 в складі ПС Національної гвардії)[22] та 221 F-15E[23] станом на січень 2011 року. Ними озброєні три бойові ескадрильї, причому всі вони знаходяться за межами США: 44 і 67 ескадрильї (Японія, Кадена) та 493 ескадрилья (Велика Британія, Лейкенхіт). Станом на 2016 рік ПС США передбачає продовження експлуатації F-15C/D до 2040 року. 179 літаків повинні пройти модернізацію з встановленням новішої РЛС AN/APG-63(V)3 з активною фазованою антенною решіткою, нового комплексу РЕБ EPAWSS і іншого електронного обладнання.

26 березня 2025 року Повітряні сили США попрощалися з винищувачами F-15C, які перебували на службі повітряних сил вже понад 45 років. Останній оперативний політ винищувачів 18-го крила здійснили ще 24 січня 2025 року, тим самим завершивши їх оперативне розгортання та використання як у складі ПС США, так і у складі крила.
- Ізраїль
  - З грудня 1976 року Ізраїль отримав від США 51 F-15A/B і 41 F-15C/D. F-15, які постачались Ізраілю, не мали комфорних паливних баків, станцій РЕБ AN/ALQ-135 і дещо іншу систему катапультування і радіо. Спочатку вони мали ізраїльські РЕБ AL/L-8202, а в 1982 році були створені і свої паливні баки. Озброєння розширилось ізраїльськими керованими ракетами «Шафрір» і «Пітон», а також керованими авіабомбами GBU-15. З 2005 року також добавились авіабомби JDAM і ракети «Пітон 4» та «Попай». ПС Ізраїлю має на озброєнні 43 F-15A/B/C/D (20 F-15A, 6 F-15B, 11 F-15C та 6 F-15D)[23] та 25 F-15I «Ra'am»[23] станом на січень 2011 року.
- Саудівська Аравія
  - В 1981—1983 роках отримала 62 F-15C/D у спрощеній конфігурації (без комфорних паливних баків і частини авіоніки). В 1990 році після нападу Іраку на Кувейт США передало Аравії ще 24 літаки. А в 1991 ще 12 модернізованих одиниць. ПС Саудівської Аравії має на озброєнні 70 F-15C/D (49 F-15C and 21 F-15D) та 69 F-15S станом на січень 2011 року.[23]. В грудні 2011 року була замовлена партія із 84 F-15SA на суму $11,4 млрд.[25] У квітні 2012 року було підписано контракт на модернізацію 70 F-15S до рівня F-15SA на суму $410,6 млн[26].
- Японія
  - Повітряні Сили Самооборони Японії — на озброєнні станом на листопад 2008 року стоять 157 F-15J та 45 F-15DJ в семи бойових ескадрильях.[27][28] Lj До їх арсеналу входять японські керовані ракети AAM-3. З 2004 року F-15J проходять модернізацію до F-15Kai. Вони отримують радіолокаційні станції AN/APG-63(V)1, апаратуру передачі даних «Лінк 16» і нашоломні приціли; до складу озброєння додались ракети AAM-4 і AAM-5. Частину літаків пристосували для несення під крилом розвідувального обладнання.
- Південна Корея
  - ПС Південної Кореї — 60 F-15K станом на 2012 рік.[29]
- Сінгапур
  - ПС Сінгапуру — 24 F-15SG станом на 2012 рік.[30][31]

## Бойове застосування

### Ізраїль
Перший випадок застосування F-15 в реальному бою стався 27 червня 1979 року, коли група ізраїльських літаків під час нальоту на позиції палестинських бойовиків у Лівані була перехоплена літаками ПС Сирії. У цьому бою F-15 збили чотири МіГ-21, першу перемогу здобув Моше Мааром-Мельник, який згодом став бригадним генералом.
У наступні роки ізраїльські «Eagles» ще кілька разів зустрічалися із сирійськими МіГ-21 над Ліваном. 7 липня 1981 року вони брали участь в рейді на іракський ядерний центр «Озірак». Брали активну участь у Ліванській війні (1982). Згідно з ізраїльськими даними, всього з червня 1979 по листопад 1985 року F-15 здобули 56—57 повітряних перемог без єдиної втрати. За оцінкою російського дослідника Володимира Ільїна, заявлені повітряні перемоги ізраїльських F-15 «з точністю до літака» підтверджуються сирійською стороною.
У різний час сирійці повідомляли про декілька збитих F-15. Зокрема, під час Ліванської війни вони заявили про знищення «не менше п'яти» літаків цього типу; примітно, що на всі перемоги претендують пілоти МіГ-21, а не сучасніших МіГ-23. У різних російських джерелах також повідомляється, що після Ліванської війни сирійським МіГ-23 вдалося збити три F-15, проте ніяких подробиць цих боїв не наводиться, точна дата і навіть рік цих перемог залишаються неясними: за одними даними, перші дві перемоги здобуті 4 жовтня 1982, за іншими — 4 жовтня 1983, а за ще однією версією, всі три перемоги здобуті в грудні 1982 року. Ізраїльська сторона не підтверджує жодну із заявлених сирійських перемог і повідомляє лише про пошкодження одного «Eagle» ракетою «повітря-повітря» 9 червня 1982 під час Ліванської війни; літак повернувся на базу і був відремонтований.
Під час операції «Кріт-Крикет 19» ізраїльські F-15 і F-16 разом збили 82 сирійських винищувачі (МіГ-21, МіГ-23 і МіГ-23М) без жодної втрати.

### Перська затока
Під час війни в Перській затоці (1991) винищувачі F-15C використовувалися ПС США для завоювання переваги в повітрі, і на їх частку припало більшість повітряних перемог авіації Багатонаціональних сил. Американські «Eagles» збили 34 іракських літаки і вертольоти (з урахуванням двох перемог у березні 1991 року після закінчення бойових дій), ще два літаки були збиті саудівськими F-15. Найбільше було збито МіГ-23 (вісім), «Міраж» F.1 (шість, без урахування ще двох, збитих саудівськими F-15), МіГ-29 (п'ять), Су-22 (п'ять). У винищувачів F-15C втрат не було, але два винищувачі-бомбардувальники F-15E були збиті іракською ППО.

### Югославія
У ході операції НАТО проти Югославії (1999) американські F-15 збили чотири югославських МіГ-29, всі втрати підтверджені сербською стороною. Льотчиками МіГ-29 заявлено збиті двох F-15, що не підтверджується американською стороною.

### Лівія
Також літак застосовувався під час подій, відомих як Повстання у Лівії у 2011 році. Станом на кінець березня 2011 року відомо про одну катастрофу літака американських Військово-повітряних сил F-15E Strike Eagle, обидва пілоти успішно катапультувалися з літака.

### Підсумки
Як зазначає американський авіаційний історик Джон Коррель, станом на 2008 рік літаки F-15 здобули загалом 104 повітряні перемоги без єдиної втрати. Хоча про збиті F-15 в різний час заявляли Сирія та Югославія, відома тільки одна втрата літака цього типу від дій іншого винищувача, яка ніким не оскаржується: у 1995 році F-15 ПС Японії був випадково збитий іншим «Іглом» під час навчального повітряного бою.